# Snow Angels
Snow Angels (br: Anjos da Neve) é um filme de drama estadunidense de 2007 dirigido por David Gordon Green e estrelado por Sam Rockwell e Kate Beckinsale. O roteiro do filme foi adaptado do romance homônimo de 1994 de Stewart O'Nan.

## Elenco
- Kate Beckinsale como Annie Marchand
- Sam Rockwell como Glenn Marchand
- Michael Angarano como Arthur Parkinson
- Jeannetta Arnette como Louise Parkinson
- Griffin Dunne como Don Parkinson
- Nicky Katt como Nate Petite
- Tom Noonan como  Mr. Chervenick
- Connor Paolo como  Warren Hardesky
- Amy Sedaris como Barb Petite
- Olivia Thirlby como Lila Raybern
- Grace Hudson como Tara Marchand

## Recepção
O Rotten Tomatoes relata um índice de aprovação de 68%, com uma classificação média de 6,8/10 baseado em 110 avaliações. O consenso do site diz: "Com excelente atuação e considerável profundidade emocional, Snow Angels capta com propriedade os altos e, especialmente, os baixos dos relacionamentos humanos". O Metacritic relatou que o filme teve uma pontuação média de 67 em 100, com base em 28 críticas.